# レラ遺跡

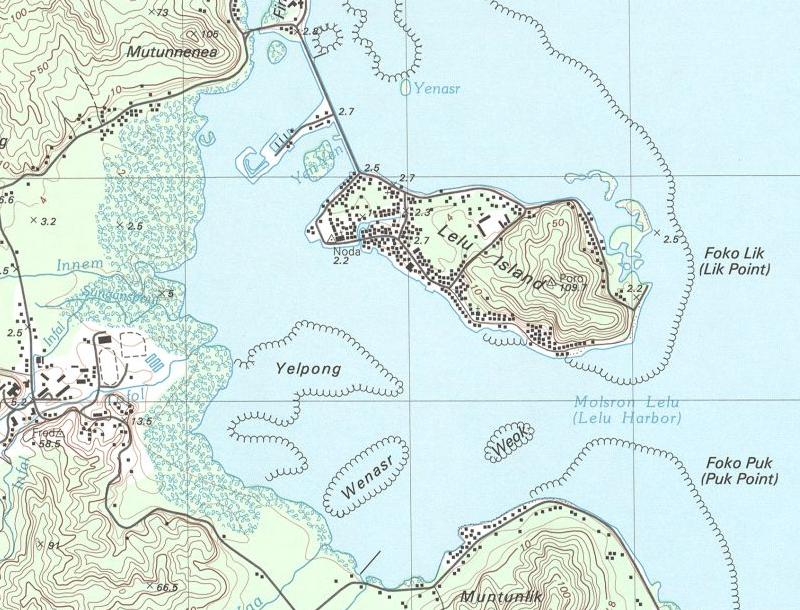
レラ島の地図。西半分が低地であることがわかる。

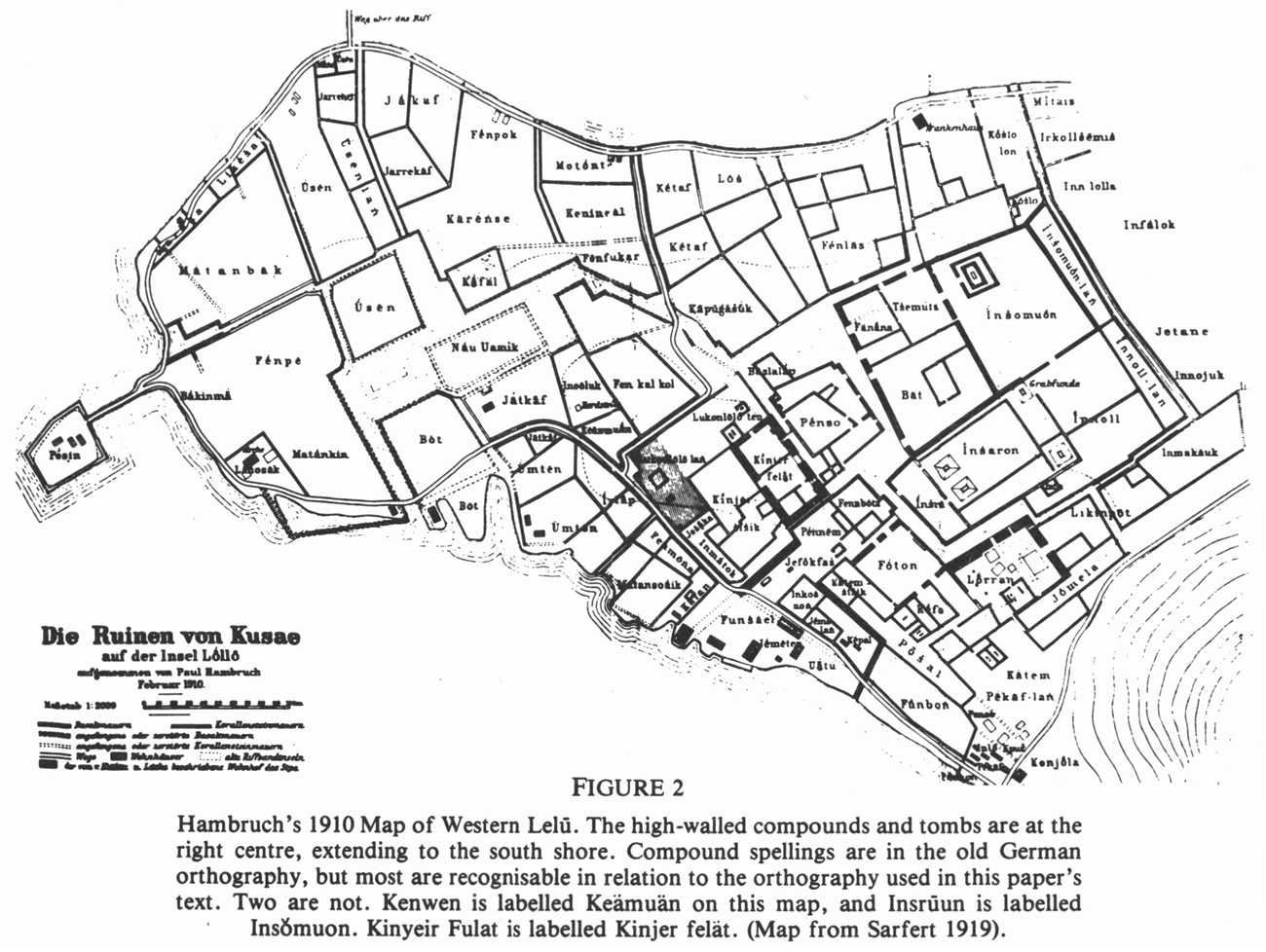
レラ遺跡の地図

レラ遺跡 (Leluh, Lelu) は、ミクロネシア連邦に残る都市の遺構とそれを取り囲む先史時代・歴史時代の考古遺跡で、コスラエ島に付随するレラ島に残っている。柱状の玄武岩を組み上げた建造物群が残り、同様の構造物を多く含むナンマトル（ナン・マドール）とともに、ミクロネシア連邦を代表する巨石記念物である。残っているのは、14、15世紀頃に最盛期を迎えた文明のもので、19世紀初頭にヨーロッパ人たちが接触したときにまだ顕著であった要素を含んでいる。
日本語ではレラのほか、レル、レレ、レロ、ロロ、ルルなど、様々な表記揺れがある。 

## 概要
レラ島は西部の平地と東部の山地に二分でき、レラ遺跡は前者の平地のほとんどを占める。遺跡の面積は27ヘクタールである。
レラの支配者たちはコスラエ島を段階的に征服し、ついには島を統一した。レラの首都から支配者たちは島を統治したが、その政体について、考古学者たちからはトンガ大首長国やハワイ王国の政体に似たものであったと見なされている。レラ王朝による建設の開始は1250年ごろで、最盛期は1400年とも、1500年から1700年ごろとも言われている。建設に携わった王朝の末裔と思われる首長は、19世紀までレラ遺跡に住んでいたらしい。
都市自体はサンゴと玄武岩のブロックで築かれており、住居、王墓、宗教施設などを含んでいる。柱状の玄武岩は、ナンマトルと同じように柱状節理を利用しており、コスラエ島から切り出したと考えられている。住居は王とその一族、高級・下級貴族、庶民に分類される。その住居の建材は、広さで示される社会的身分によって異なった。すなわち、中心部には、王と高級貴族の住居が（ナンマトルの石壁に類似した）玄武岩の高い壁に隠れており、西側には下級貴族の控えめなサンゴの住居が、残りの場所には庶民の簡素な小屋がある。
墓にはザルーと呼ばれる偽の墓もある。これは、レラの人々が、王の遺体を食おうとする悪霊の存在を信じていたことによるらしい。すなわち、本物の遺体がどこに埋葬されているのか分からないように、植物で作ったダミーの遺体を埋めた墓を作ったのだという。
建造物群の中で最大のものはキンジェル・フェラト（旧称はポトゥ・ファラト）である。その規模は、縦58 m、横33 m、壁の高さは四隅で異なるが、7.5 m から 9 m であり、ナンマトルで最大規模のナンタワス遺跡にも匹敵する。ナンマトルは海上の人工島群に築かれ、水城とも位置づけられる遺跡だが、レラ遺跡の場合は低地に築かれている。しかし、レラ遺跡の中にも水路が引かれていた形跡があり、半水城などとも位置づけられる。
伝承上、レラ遺跡はナンマトルに先行していたとされるが、考古学的には懐疑的な見方もされており、詳しい関係性などは未解明である。

## 研究と保護の歴史
コスラエ島をヨーロッパ人が発見したのは、1804年のことだった。1824年には、レラ遺跡で800人ほどが暮らしていることを、フランス人ダーヴィルが報告している。定住人口の報告は1827年にデュペリーという人物もしている。
ヨーロッパ人たちが接触したときには、コスラエ島の人口は6,000人いたと見積もられたが、1870年には200人にまで激減した。レラ遺跡もヨーロッパ人が接触し始めた時には人が住んでいたが、その後、数十年のうちに放棄され、急速に荒廃した。地元民はレラ遺跡に取り憑いた悪霊が多くの住民を殺したため、と説明したらしいが、実際にはヨーロッパ人が持ち込んだ病気に対する免疫の無さが原因だったのではなかったかと推測されている。
最初の重要な調査は、1896年のF. W. クリスチャンによるもの（1899年公刊）が最初で、それによって世界的に知られるようになった。1910年にはハンブルク民族博物館の調査隊による調査が実施されたが、その間にもクリスチャンの報告と比べても荒廃が進んでいたという。1929年には長谷部言人と八幡一郎が調査し、多数の副葬品などを発見している。
20世紀には、島で施設を増やしていく結果、遺跡の建材には別の目的に転用されてしまったものがあった。しかし、レラ遺跡は1983年にアメリカ合衆国国家歴史登録財となった。ナンマトルは2016年にUNESCOの世界遺産リストに登録されたが、レラ遺跡の拡大登録が視野に入れられている。